# César Santin
César Santin (* 24. Februar 1981 in Porto Alegre) ist ein ehemaliger brasilianischer Fußballspieler. Santin spielte meist als Stürmer oder offensiver Mittelfeldspieler.

## Karriere
Vor seinem Wechsel nach Schweden spielte Santin bei verschiedenen Vereinen in Brasilien und begann seine Karriere bei São José EC. Im Jahr 2001 absolvierte Santin dort seine erste Profi-Saison. Dann wechselte er ein Jahr später in die erste brasilianische Liga zu Grêmio Porto Alegre, konnte sich aber ebenso wenig als Stammspieler durchsetzen wie 2003 beim EC Vitória. 
2004 kehrte er schließlich zum São José EC zurück, um nach ein paar Monaten zu Kalmar FF nach Schweden zu wechseln, wo der Offensivallrounder seine Blütezeit erlebte und in vier Jahren regelmäßig als Torschütze glänzte. 2008 konnte er mit Kalmar sogar den schwedischen Meistertitel erringen. 
Nach diesem Erfolg wechselte Santin jedoch nach Dänemark zum FC Kopenhagen. Über die Ablösesumme wurde Stillschweigen vereinbart. Sein Debüt gab er am 27. Juli 2008, als er beim 1:1-Auswärtsspiel gegen Randers FC in der 46. Minute William Kvist ersetzte. Seinen ersten Treffer für Kopenhagen erzielte er gegen Lillestrøm SK im UEFA-Pokal zum 1:0-Sieg. Durch Santins Siegtor gegen den FC Brügge im letzten Gruppenspiel zog Kopenhagen einige Monate später dann sogar in die K.O.-Runde des Wettbewerbes ein. Am Ende der Saison stand der Gewinn des dänischen Doubles aus Pokal und Meisterschaft. Auch in den beiden folgenden Spielzeiten waren Santin und der FC Kopenhagen nicht von der Tabellenspitze zu verdrängen. Nachdem man im Vorjahr noch gescheitert war, qualifizierte sich Kopenhagen 2010/11 auch dank eines Treffers von Santin für die Champions League. Santin hat in der dänischen Liga bis zum 15. Mai 15 Tore erzielt und damit so viele wie noch nie in einer Spielzeit. Im September 2013 wurde bekannt, dass Santin nach Zypern zu APOEL Nikosia wechseln soll. Dieses stellte sich aber zunächst als nicht autorisierte Aktion des Vorstands von APOEL heraus. Erst im Dezember des Jahres erfolgte dann der tatsächliche Wechsel. Nach Beendigung der Saison 2013/14 kehrte wieder zum Kalmar FF zurück. Hier beendete er Ende des Jahres 2014 zunächst seine Laufbahn. Im Dezember 2015 gab der CE Aimoré aus seiner Heimat die Verpflichtung des Spielers für die Austragung der Staatsmeisterschaft von Rio Grande do Sul von Februar bis April 2016 bekannt. Im Dezember gab der dänische Klub Fremad Valby seine Verpflichtung bekannt.
Im Herbst 2020 wurde Santin Nachwuchstrainer der Futsaljugendmannschaft des Hillerød Fodbold aus Hillerød und im Februar 2021 Nachwuchstrainer im Fußball.

## Erfolge
Kalmar FF
- Fotbollsallsvenskan: 2008
- Schwedischer Fußballpokal: 2007

FC Kopenhagen
- Superliga: 2008/09, 2009/10 & 2010/11
- Dänischer Fußballpokal: 2008/09